# Instituto Federal da Bahia
Instituto Federal de Educação, Ciência e Tecnologia da Bahia (IFBA) és una universitat de l'estat de Bahia, amb seu a la ciutat de Salvador. El centre és del tipus multicampus, amb seus disseminades per una trentena de ciutats de l'estat, com Feira de Santana, Eunápolis, Ilhéus, Vitória da Conquista, Juazeiro o Jequié.